# New Fairview
New Fairview – miasto w Stanach Zjednoczonych, w stanie Teksas, w hrabstwie Wise. Według spisu ludności z roku 2000, w New Fairview mieszka 877 mieszkańców.